# Pierre Magalotti
Pierre Magalotti ( ? - 22 mai 1645) est un lieutenant-général français d'origine florentine, peut-être neveu de Jules Mazarin.

## Biographie
Il entra au service du roi de France en 1641 comme mestre de camp d'un régiment de cavalerie à son nom. Il est ensuite nommé maréchal de camp par brevet du 5 janvier 1643. En 1644, il reçut le commandement de l'armée française pour le siège de La Mothe-en-Bassigny, appartenant alors au duché de Lorraine. Pendant ce siège, il fit une visite aux tranchées entourant la ville le 20 mai 1645. C'est alors qu'il fut blessé à la tête d'un coup de mousquet dont il mourut le 30 juin, jour de sa nomination à la lieutenance générale des armées du Roi. Le corps du général Magalotti fut conduit à Chaumont : il fut exposé à l'église Saint-Jean avec tous les honneurs d'un gouverneur de province. C'est dans cette église qu'il est enterré dans un caveau près du sépulcre.
Son neveu Bardo di Bardi Magalotti releva le nom de Magalotti sur autorisation de Louis XIV à partir de 1645.
À la fin du XIXe siècle, l'administration française donna le nom de Magalotti au fort de Dampierre, de la ceinture de défense de la ville de Langres.